# Stans (Svájc)
Stans Svájc egyik városa, Nidwalden kanton székhelye. Lakossága 2013-ban 8175 fő volt.

## Története

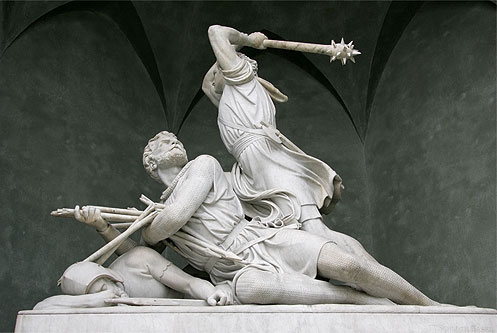
Arnold von Winkelried emlékműve

Stans az egész nidwaldeni völgy egyik legrégebbi települése. A régészeti leletek tanúsága szerint már az i.e. 2. században laktak itt emberek. A római korból kevés emlék maradt fent, csak néhány halotti máglya maradványa és a város nevét is a latin stagnum (tavacska, mocsár) szóból eredeztetik. 
A 7-8. században germán alemannok telepedtek le a térségben. A keresztény hitre térített alemannok emelték az első stansi templomot 750-ben; az épület az egész Engelberg-völgyet kiszolgálta. A templomot több ízben is kibővítették, majd 1647-ben a mai Szent Péter és Pál-templom vette át e helyét. 
Stans első említése 1124-ből való. Mikor 1291-ben Unterwalden, Uri és Schwyz kantonok megalapították az Ósvájci Konföderációt, Stans már Unterwalden nid dem Kernwald régió (Unterwalden kanton azon része, amelyből később Nidwalden lett) központja volt.
A krónikák szerint Stansból származott az az Arnold von Winkelried, aki 1386-ban megfordította a sempachi csata menetét, azzal, hogy önfeláldozóan az ellenség pikáira vetette magát és felbontotta hadrendjüket. Léte vagy hősi cselekedete nem bizonyított, mert csak 150 évvel később említik először tettét és 1389-ben egy hasonló nevű ember szerepel egy periratban. A kétségektől függetlenül Stans ápolja hősi szülöttének emléket, a városban megtalálható a szobra és a valamikori háza. 
A 15. század végén a Burgundia elleni győztes háború után a zsákmány elosztása majdnem a konföderáció széteséséhez vezetett. A városi kantonok ragaszkodtak a nagyobb részhez, mert több katonát állítottak ki, az "erdőkantonok" viszont egyenlő elosztást követeltek. A szövetségi gyűlés (Tagsatzung) 1481-ben Stansban gyűlt össze és a konfliktus már háborúval fenyegetett. Egy helybeli remete, Flüei Szent Miklós üzenetet (melynek mibenléte ismeretlen) küldött a gyűlés résztvevőinek, amely lehűtötte a kedélyeket és létrehoztál a stansi egyezményt (amely egyben beengedte a szövetségbe Fribourg és Solothurn kantonokat). 
A középkorban a város védelmét hét torony szolgálta, bár ezeket soha nem kötötte össze városfal. 

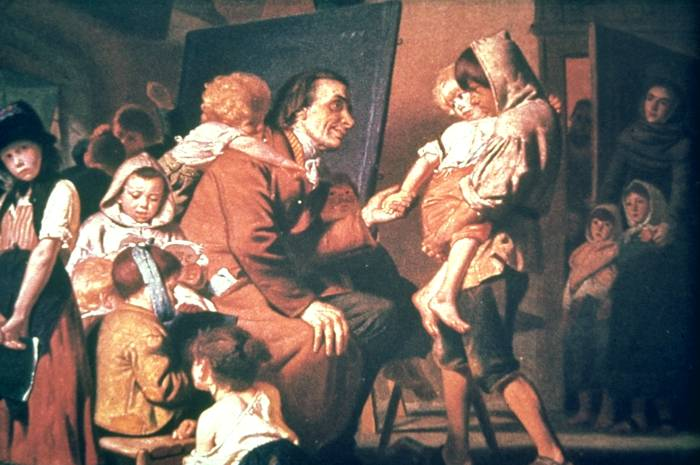
Pestalozzi és a stansi árvák (Konrad Grob képe, 1879)

1713-ban egy tűzvész a város kétharmadát elpusztította. Az újjáépítés során jött létre a mai főtér (Dorfplatz) barokk házaival és a városi tanács épületével (Rathaus).
1798-ban Nidwalden megtagadta a napóleoni Helvét Köztársaság alkotmányának elfogadását és emiatt a franciák megostromolták a várost. A támadásban meghaltak árvái számára Johann Heinrich Pestalozzi a helyi apácazárdában hozott létre iskolát, az épületet azonban a következő évben a francia hadsereg elrekvirálta. 
Nidwalden (és Stans) 1845-ben csatlakozott a katolikus kantonok ligájához, a Sonderbundhoz és az ő oldalukon vett részt az 1847-es Sonderbund-háborúban. A vasút 1893-ban érte el Stanst. 1964-ben megépült a Luzern-Stans-Engelberg vasútvonal, 1966-ban pedig a várost is érintő észak-déli Bázal-Chiasso A2 autóút. 
Stansban évente megrendezték a hagyományos szabadtéri népgyűlést (Landsgemeinde), egészen annak 1997-es megszüntetéséig. 

## Földrajza

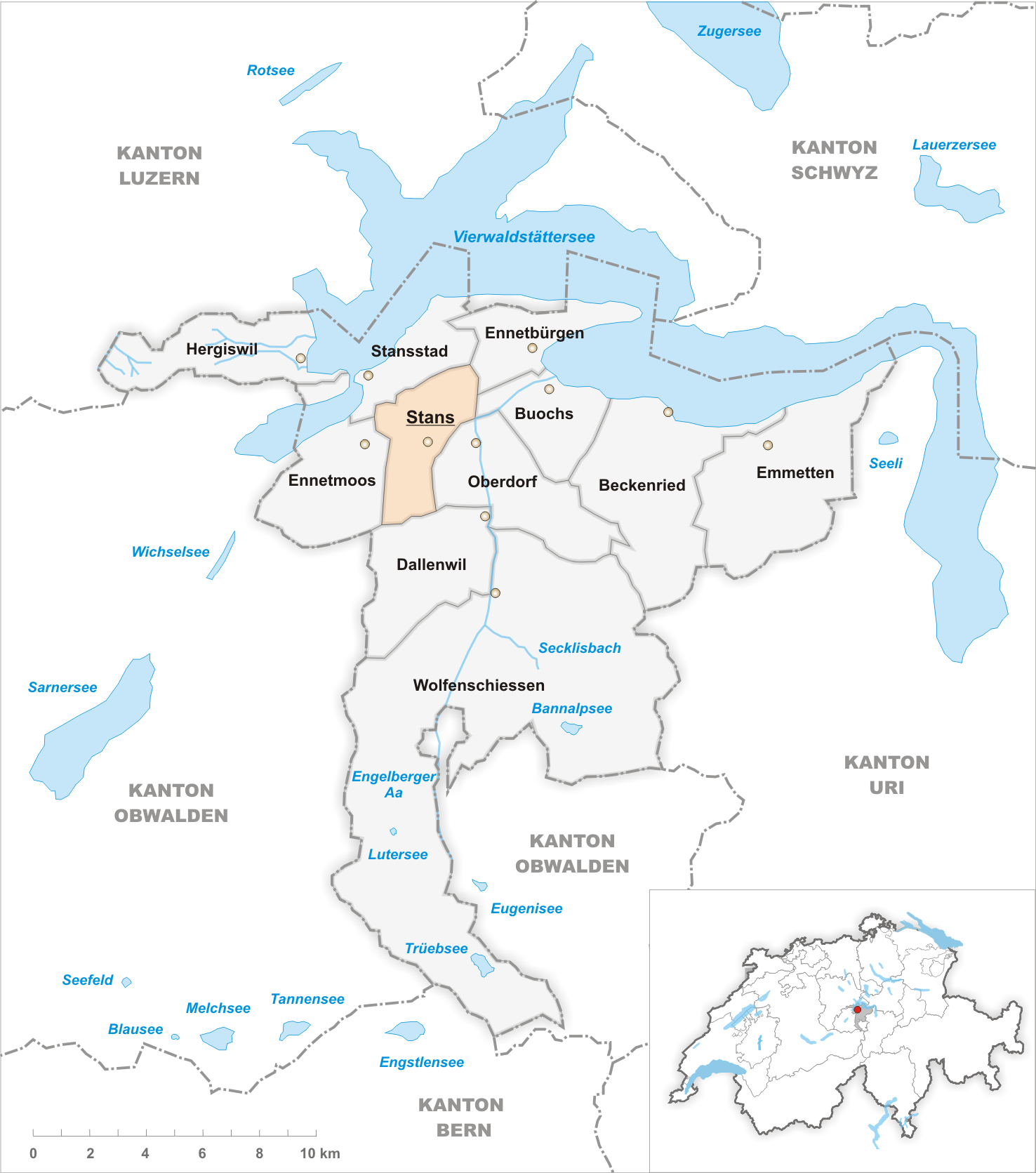
Stans és környéke

A stansi önkormányzathoz tartozó terület 11,08 km², melynek 43,7%-a mezőgazdasági hasznosítású, 36,5%-a erdő és csak 17% maga a település. Az önkormányzat területének legmagasabb pontja az 1898 méteres Stanserhorn. A főtér 452 m-en fekszik. 
Stansnak évente átlagosan 137,7 esős napja van és az éves csapadékmennyiség 1224 mm. A legesősebb hónap az augusztus (166 mm), a legszárazabb pedig a január(65 mm). 

## Lakossága
Stansnak 2013 decemberében 8175 lakosa volt. 2007-ben a lakosok 9,4%-a volt külföldi állampolgár. Az utóbbi tíz évben a lakók száma 13,2%-kal gyarapodott. Legtöbbjük anyanyelve a német (91,6%), melyet az olasz (2,0%) és a szerb-horvát (1,2%) követ. 2000-ben 2816 háztartás volt a városban, melyek közül 1837 (65,2%) egy vagy kétfős, 202 (7,2%) pedig ötfős vagy annál nagyobb volt. 

## Gazdasága
A stansi munkanélküliségi ráta 1,27%. 2005-ös adatok alapján 89-en (1,2%) az elsődleges, kitermelő szektorban 2463-an (34%) a másodlagos, feldolgozó szektorban, 4601-an (65%) pedig a harmadlagos, szolgáltató szektorban dolgoztak. 
Stanst érinti a Luzern–Stans–Engelberg vasútvonal. A luzerni S4 S-Bahn félóránként érinti a várost és az óránkénti Luzern-Engelberg közti InterRegio vonat is megáll Stansban. 

## Látnivalók

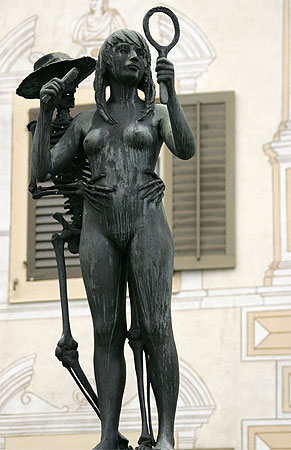
A Halál és a Lányka

A város melletti hegy, az 1898 méteres Stanserhorn népszerű turistacélpont. Egy 1893-ban épített vasút vezetett fel egészen a csúcsig, míg 1970-ben egy villámcsapás okozta tűzben leégett a csúcson épített szálloda és az alagsorában lévő vasúti irányító. A vasút felső és középső szakaszát később felvonóval pótolták. A csúcson ma egy 2001-ben épített forgó étterem , a Rondorama található. 
A városi főtér, a Dorfplatz az 1713-as tűz után épült újjá 1715-ben Josef Aebi és Ludwig Gassmann tervei alapján. A korabeli házakon kívül itt látható a Winkelried-szökőkút és a Halál és a Lányka (Der Tod und das Mädchen) szobor (Rudolf Brem műve). Arnold von Winkelried emlékműve (Ferdinand Schlöth műve) carrarai márványból készült Rómában és 1865-ben szállították mai helyére hajóval, vasúton és lovas vontatással. szekérrel. 
A Szent Péter és Pál plébániatemplom 1641-1647 között épült Jakob Berger tervei alapján. A templom korai barokk stílusban készült, míg harangtornya régebbi, román stílusú. A torony a korábbi templomhoz tartozott, amely a mai háromhajós épülettől északra helyezkedett el. A templom mellett található a közeli kapucinus kolostor osszuáriuma és egy kétszintes kápolna. 
A kapucinus kolostort 1583-ban alapította Melchior Lussy, aki a tridenti zsinaton képviselte Svájc katolikus kantonjait. 1777-ben a szerzetesek egy latin nyelvű iskolát alapítottak, melyet a Helvét Köztársaság idején elnyomtak. A kapucinusok építették 1895-ben a Kollegium St. Fidelist, melyet a kanton 1980-ban megvásárolt. Az apátsági templom 1683-ban épült. 

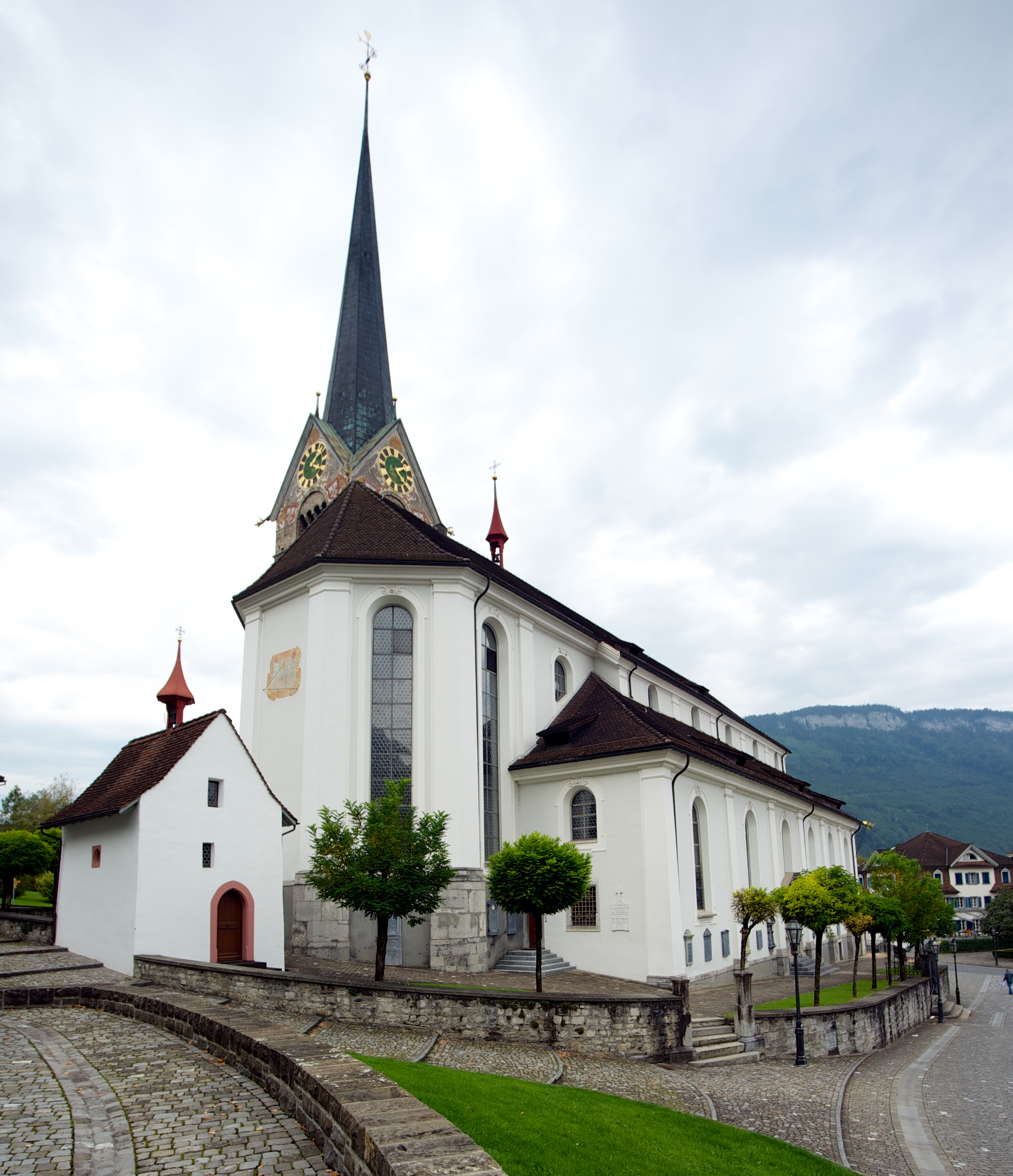
A Szent Péter és Pál templom

A Szent Klára apácazárdát 1618-ban alapította Katharina és Maria Gut, épületei 1621-25 között készültek el. 1799-ben itt alapította Heinrich Pestalozzi iskoláját a város árváinak. A zárda temploma 1723-ban épült. 
A Winkelriedhaus a Winkelried család birtokában volt, bár Arnold von Winkelried (ha egyáltalán létezett) biztosan nem élt benne, mert a ház legrégebbi része is a 15. század közepéről, száz évvel későbbről származik. Az eredeti gerendavázas házat 1541-ben a Lussy család vásárolta meg és Melchior Lussy idejében, mintegy 50 év alatt egy jóval nagyobb, reneszánsz stílusú udvarházzá építették át. 1766-ban Jost Remigi Trachsler főtanácsnok, 1815-ben pedig a Kayser család vásárolta meg a házat. A Winkelriedhaus 1974-ben került a kanton tulajdonába, ezután felújították és kulturális és néprajzi múzeumot nyitottak benne. 
A Salzmagazin (Sóraktár) 1700-ban épült, mint neve is mutatja, só- és gabonaraktárnak. Azóta színház és középiskola is működött benne, ma pedig múzeum. 
A korábbi Nidwaldner Kantonalbank kertjében látható a stansi születésű 19. századi festő, Melchior Paul von Deschwanden 1933-ban felállított szobra (August Stanser Blaesi műve).

## Fordítás
- Ez a szócikk részben vagy egészben  a   Stans című angol Wikipédia-szócikk ezen változatának fordításán alapul.  Az eredeti cikk szerkesztőit annak laptörténete sorolja fel. Ez a jelzés csupán a megfogalmazás eredetét és a szerzői jogokat jelzi, nem szolgál a cikkben szereplő információk forrásmegjelöléseként.